# Dispaccio di Ems

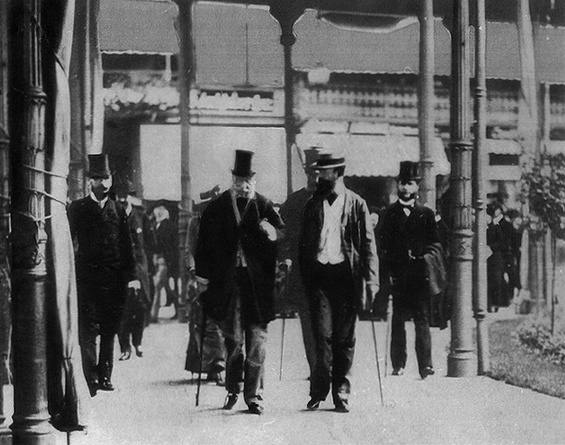
Re Guglielmo I (a sinistra) e il conte Benedetti ad Ems.

Il dispaccio di Ems (in tedesco: Emser Depesche, in francese: Dépêche d'Ems), talvolta chiamato anche telegramma di Ems, fu un dispaccio pubblicato nel 1870 e modificato in modo provocatorio dalla Prussia, tanto da divenire il casus belli della guerra franco-prussiana del 1870.

## Antefatti
In seguito alla Rivoluzione spagnola del 1868, conosciuta come "la gloriosa", la dinastia dei Borbone fu esclusa dal trono di Spagna. La candidatura al trono fu offerta al principe Leopoldo di Hohenzollern-Sigmaringen, fratello di Carlo I di Romania. La Francia oppose il suo veto, per cui il principe Leopoldo il 12 luglio 1870 rifiutò il trono. Ciò tuttavia non pose fine alla crisi innescata tra Prussia e Francia. Spinto da un'ondata di fermento nazionale, l'imperatore francese Napoleone III acconsentì il 19 luglio successivo a consegnare a Berlino la dichiarazione di guerra francese.

## La crisi Hohenzollern

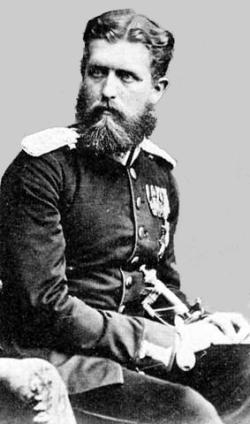
Leopoldo di Hohenzollern Sigmaringen fu il principale candidato ad ottenere il trono della monarchia spagnola, dopo l'abbattimento del regno di Isabella II

Napoleone III inviò a Guglielmo I un messaggio contenente una sorta di ultimatum, nel quale si esprimeva un invito perentorio al ritiro della candidatura di Leopoldo. Otto von Bismarck, primo ministro prussiano, consigliò a Guglielmo I di respingere seccamente le richieste francesi, ma questi si dimostrò invece accondiscendente. 
Guglielmo accettò l'ultimatum di Napoleone III, e tuttavia Parigi apparve non pienamente soddisfatta dal solo ritiro della candidatura. Delusi dall'arrendevolezza prussiana, i francesi cercarono di prolungare la crisi. Il governo volle che da parte prussiana giungesse l'assicurazione che neppure in futuro sarebbe potuta giungere la candidatura di un Hohenzollern al trono spagnolo. Tale messaggio, che aveva il sapore di un diktat e che, qualora i prussiani vi si fossero piegati, avrebbe costituito una fortissima umiliazione e uno smacco per l'immagine prussiana, aveva l'obiettivo di imporre la superiorità francese agli occhi delle altre potenze europee. Il sovrano, che si trovava presso la località termale di Ems, fu raggiunto da un ambasciatore francese, il conte Vincent Benedetti. Sul viale che portava alla fonte termale di Ems, il 13 luglio, al conte che gli chiedeva di promettere che la candidatura non sarebbe stata riproposta in futuro, Guglielmo rispose riaffermando il ritiro della stessa, ma rifiutandosi di offrire altre forme di rassicurazioni. Dopodiché abbandonò l'incontro senza prendere accordi per futuri tavoli con l'ambasciatore. 
Bismarck, che si trovava a Berlino, essendo venuto a conoscenza del contenuto del telegramma (che fu inviato il giorno stesso dell'incontro con Benedetti, da Ems a Berlino), dopo aver chiesto parere al capo dello Stato maggiore generale tedesco von Moltke sulla preparazione delle forze armate prussiane ed aver avuto rassicurazioni sul fatto che alla Prussia convenisse uno scoppio immediato della guerra, modificò artatamente il dispaccio da consegnare alla stampa, facendo apparire il tono delle dichiarazioni di Guglielmo nei confronti dell'ambasciatore come provocatorio verso i francesi. Il testo del telegramma, intitolato "dispaccio di Ems", affermava:

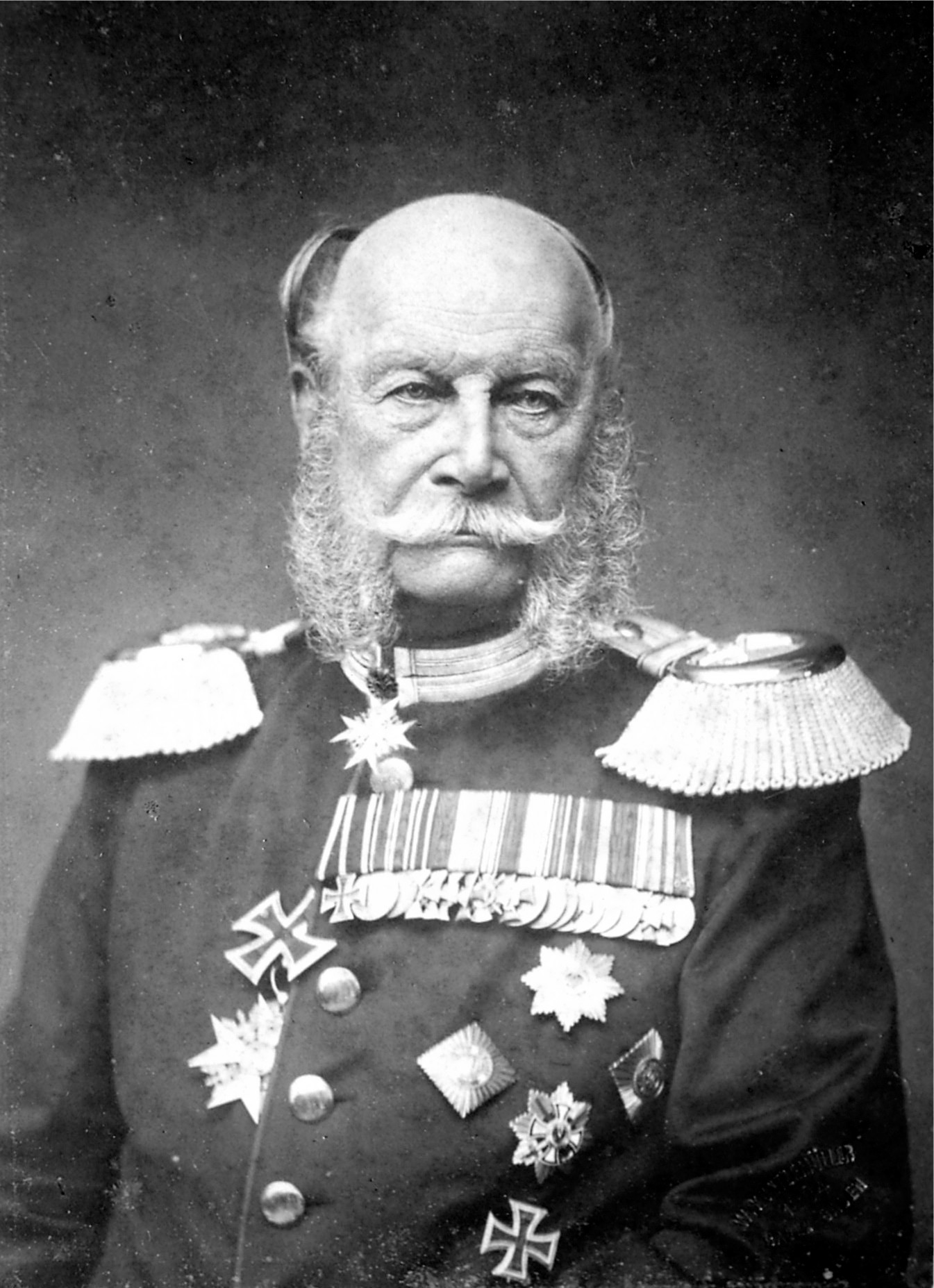
Il re di Prussia Guglielmo I. I suoi tentativi di evitare l'aggravamento della crisi con Parigi incontrarono l'imprevedibilità del genio di Bismarck.

Il documento rilasciato alla stampa apparve sui giornali berlinesi già il pomeriggio del 13 luglio. Il 14, festa nazionale in Francia, il contenuto del telegramma diveniva di pubblico dominio in tutta Europa proprio mentre si svolgeva la parata militare nel centro di Parigi. La notizia dell'incontro con l'ambasciatore raggiunse immediatamente l'opinione pubblica, che riconobbe nelle parole del Re intenzioni malevole volte ad umiliare la Francia. Il dispaccio fu interpretato dallo stesso governo parigino come una grave offesa. Il ministro Agénor de Gramont riferì a Émile Ollivier che il trattamento riservato dal re Guglielmo I a Benedetti costituiva un insulto che la Francia non avrebbe tollerato.
Bismarck, al fine di accentuare ancora maggiormente la portata della crisi e sollecitare la reazione francese, rese pubblici i documenti che Benedetti aveva presentato quattro anni prima ai tedeschi con le richieste da parte di Napoleone III dei territori del Belgio e del Lussemburgo a titolo di compenso per la neutralità francese durante la guerra austro-prussiana, inviandoli al Times londinese.

### Dichiarazione di guerra francese

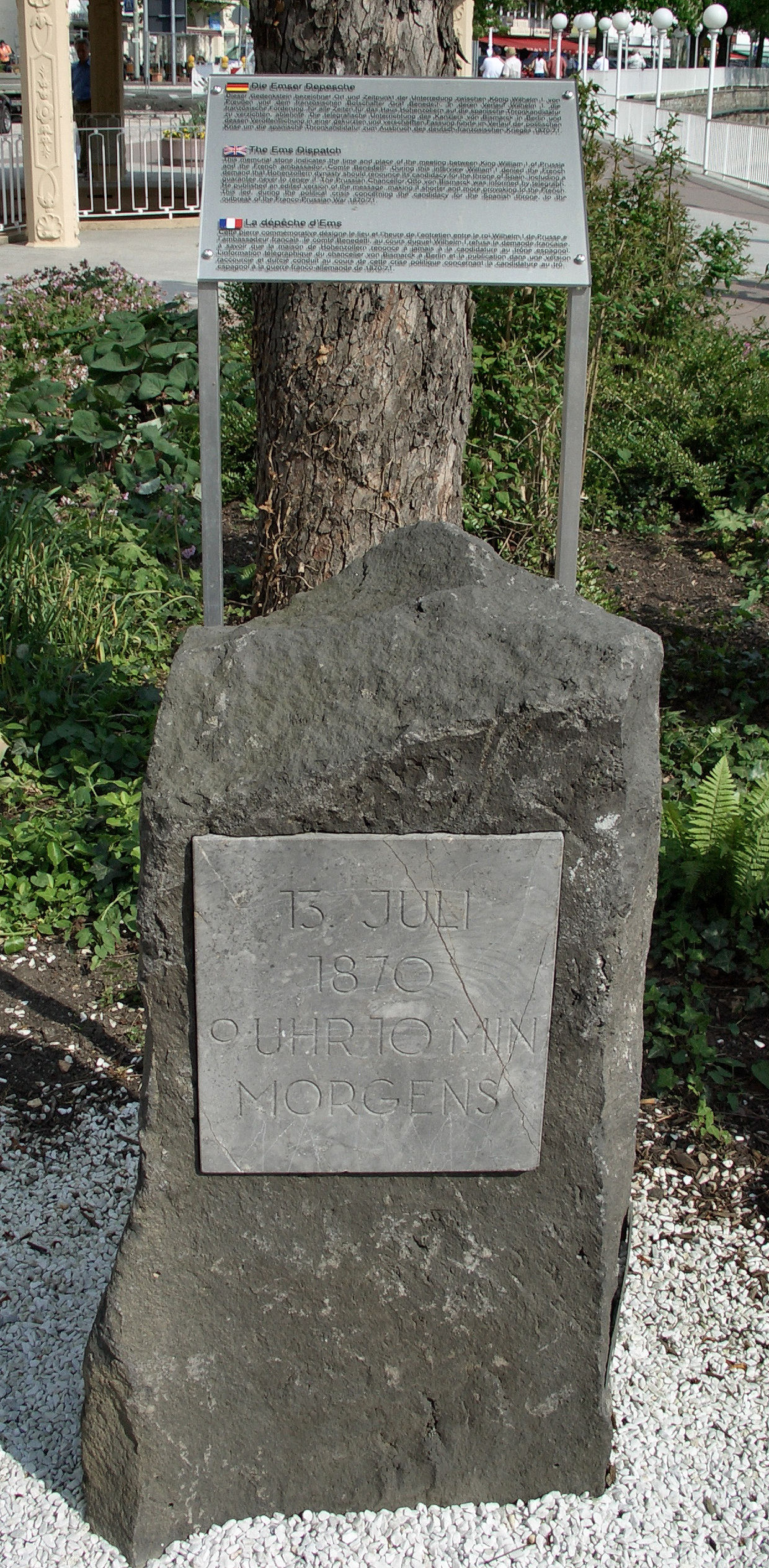
Lapide commemorativa del dispaccio a Bad Ems.

Il 19 luglio 1870 la dichiarazione di guerra francese venne consegnata a Berlino. Bismarck, principale artefice dell'intrigo diplomatico, era riuscito nell'intento di provocare la reazione francese e far apparire la Prussia come aggredita e la Francia come principale responsabile del conflitto. Come conseguenza della dichiarazione di guerra, gli Stati tedeschi del sud (contrariamente alle previsioni francesi) - Baviera, Württemberg e Baden - si unirono alla Confederazione Tedesca del Nord contro la Francia.
Bismarck aveva avuto successo anche nel suo progetto di isolare dal punto di vista diplomatico l'Impero francese: il cancelliere prussiano aveva saputo allontanare dalla Francia tanto il Regno Unito, quanto la Russia, che inoltre si impegnava a mantenere la neutralità nel conflitto. Volendo impedire l'intervento dell'Inghilterra, fece leva sulla diffidenza di quest'ultima nei confronti di Parigi, a causa dei suoi piani espansionistici in Belgio. Per ipotecare la neutralità russa, garantì allo zar appoggio diplomatico sulla questione della smilitarizzazione del Mar Nero che era seguita alla sconfitta russa nella guerra di Crimea del 1856. Tale clausola, tuttavia, sarebbe poi stata irrevocabilmente soppressa nella conferenza di Londra del febbraio 1871, quando ormai la guerra tra Prussia e Francia era giunta a un punto terminale e Bismarck si era già garantito l'accettazione del trattato preliminare di pace da parte dei francesi.